# 1991年印尼空军C-130运输机空难
1991年10月5日，一架印尼空军C-130运输机从印度尼西亚首都雅加达哈利姆·珀达纳库苏马国际机场起飞前往万隆，不久后由于引擎失火坠毁。该架运输机注册编号为A-1324，序列号4927，型号L-82。

## 经过
印尼空军C-130运输机先是从万隆飞往雅加达，当地正举行一个印度尼西亚国民军日庆典；随后按原计划返回，其上共有12名机组成员及122名空军士兵。
距地面目击者称，这架印尼空军C-130运输机于当地时间15:00，在哈利姆·珀达纳库苏马国际机场起飞，随后引擎着火；火势蔓延并导致机翼损坏，后进一步使得左侧引擎失灵。飞机失控后在劳动部训练中心（the Training Center of the Ministry of Labor）坠毁，随后引起爆炸。救援队于事发1个小时后出动，但遭遇大雨，救援效率大幅减缓。事发当时，机上共有两名人员幸存，其中一名是萨姆苏尔·伊勒姆少校（Samsul Ilham）——机上的其中一名飞行员。萨姆苏尔·伊勒姆在运输机残骸内被发现时伤势严重，当天送往医院后抢救无效死亡。另一位名叫班邦·苏马迪（Bambang Sumadi）的男性成为了此次空难唯一的幸存者。此外，地面上亦有两人因运输机坠毁死亡。
此次事故共造成135人死亡，是印尼历史上第六严重的空难事故。